# IVENT
IVENT (informatievoorziening en -technologie) was een organisatie binnen het Nederlandse ministerie van Defensie. IVENT verzorgde binnen het ministerie de informatievoorziening, ICT en documentaire informatie. In 2013 is IVENT opgegaan in Joint IV Commando (JIVC), onderdeel van Defensie Materieel Organisatie.